# Litopyllus
Litopyllus Chamberlin, 1922 è un genere di ragni appartenente alla famiglia Gnaphosidae.

## Distribuzione
Le 3 specie note di questo genere sono state reperite in America settentrionale, Messico, isole Bahamas e Cuba: la specie dall'areale più vasto è la L. cubanus rinvenuta negli USA, isole Bahamas e Cuba.

## Tassonomia
Considerato sinonimo anteriore di Paramyrmecion (Bryant, 1940), a seguito di un lavoro degli aracnologi Platnick & Shadab (1980a).
Non sono stati esaminati esemplari di questo genere dal 2007.
Attualmente, a ottobre 2015, si compone di 3 specie:
- Litopyllus cubanus (Bryant, 1940) — USA, isole Bahama, Cuba
- Litopyllus realisticus (Chamberlin, 1924) — Messico
- Litopyllus temporarius Chamberlin, 1922[2] — USA

### Specie trasferite
- Litopyllus inconspicuus Bryant, 1940; trasferita al genere Cubanopyllus Alayón & Platnick, 1993[1].
- Litopyllus paludis Chamberlin & Gertsch, 1940; trasferita al genere Synaphosus Platnick & Shadab, 1980

### Sinonimi
- Litopyllus ambiguus Fox, 1938; posta in sinonimia con L. temporarius Chamberlin, 1922 a seguito di un lavoro di Platnick & Shadab (1980a)[1].
- Litopyllus liber Chamberlin & Gertsch, 1940; posta in sinonimia con L. temporarius Chamberlin, 1922 a seguito di un lavoro di Platnick & Shadab (1980a).
- Litopyllus rupicolens Chamberlin, 1922; posta in sinonimia con L. temporarius Chamberlin, 1922 a seguito di un lavoro degli aracnologi Ubick & Roth (1973a).